# Pavel Mayer
Pavel Mayer (* 23. března 1965, Praha, Československo) je politik Německé pirátské strany.
Je poslancem Berlínské sněmovny a politickým mluvčím pro ekonomický program Pirátské parlamentní frakce. Je také členem Komise pro ochranu ústavy a Komise G10 spolkové země Berlín.
Mayer vstoupil do Pirátské strany v roce 2009, v Zemském sdružení strany v Berlíně se stal roku 2010 členem předsednictva a zabýval se prací na generálním sekretariátu. Dne 18. září 2011 při volbách do berlínského parlamentu byl Pavel Mayer zvolen na třetím místě kandidátky. Současně s ním byli do parlamentu zvoleni tři zaměstnanci jeho firmy.
Mayer je ženatý a má jednu dceru.

## Vztah k Česku
Je německým občanem, ale pochází z Československa, kde strávil část dětství. V roce 2012 vystoupil Pavel Mayer v televizním pořadu České televize Otázky Václava Moravce.